# 土田浩翔
土田 浩翔 (つちだ こうしょう、本名：土田 興司、1959年8月5日 - ) は、競技麻雀のプロ雀士、麻雀解説者である。現在は最高位戦日本プロ麻雀協会に所属。土田が生み出した独自の戦法土田システムを操る。Mリーグ公式解説者。キャッチフレーズは、トイツ王子。

## 略歴
1959年大阪府大阪市に生まれる。小学校1年生の頃から麻雀に親しんだ。
小樽商科大学卒業直前に出場した「第３期日刊スポーツアマ最高位戦」において優勝したことがきっかけでプロ雀士を志す。
- 1986年 日本プロ麻雀連盟のプロテストに合格。
- 1990年 同団体の鳳凰戦トップリーグであるA1リーグに昇級し、準優勝。
- 1991年 姓名判断を受け、土田浩翔に改名。
- 1992年 第2回プログランプリに優勝し、タイトル戦初優勝。
- 1994年 第11期鳳凰戦でリーグ優勝を果たし、連盟最高のタイトル鳳凰位を獲得。
- 1996年 札幌市に雀荘「夢道場」をオープン(その後経営を譲渡している)。
- 1997年 第9期麻雀最強戦で優勝。最強位を獲得。
- 1999年 THEわれめDEポンにプロとして参加し優勝。
- 2000年 第26期王位戦にて優勝。王位を獲得。
- 2002年 第3回モンド21杯で優勝。
- 2005年 第22期十段戦で優勝し十段位を獲得、さらに第22期鳳凰戦でリーグ制覇を成し遂げ鳳凰位を獲得。これにて現鳳凰位・現十段位というG1タイトルの2冠同時戴冠を達成。
- 2006年 第23期十段戦を制して2連覇。さらに第7回モンド21杯で優勝し再び2冠。この年、日本プロ麻雀連盟から独立し、日本麻雀機構を創設した。
- 2007年 同年に設立されたRMUに参加。第8回モンド21杯で優勝し2連覇。
- 2008年 第4回モンド21王座決定戦で優勝。モンド21王座を獲得。これで自身3度目の2冠を達成した。
- 2010年 RMUを退会。当時理事長を務めていた日本麻雀機構の活動休止。
- 2011年 最高位戦日本プロ麻雀協会に移籍。
- 2019年 この年から前年創設されたMリーグの公式解説者を務める。
- 2022年 YouTubeの公式チャンネルを開設。

## 改名
土田はプロとなって5年目の春に本名の「興司」から「浩翔」へ改名している。土田によると、タイトル戦でなかなか優勝できずにいた中、師匠の仲澤青龍から紹介された姓名判断師に、「興司」という名を「いつも2番手で終わる名前」と評され、「青希」と「浩翔」を提示された。土田は後者を選択し、その翌年に第2期プログランプリを優勝、タイトル戦初勝利を収めた。

## 雀風
対子・刻子を非常に好み、対子が1つでもあれば七対子を意識すると公言している。順子手になりそうな配牌を平然と崩し、対子手・刻子手に向かう事もある。その雀風のため捨て牌が異様となることが多く、通常の捨て牌読みが効かず土田を苦手としている雀士も多い。また、対子以外にも土田独自の打ち方が様々あり、総称して土田システムになっている。その中でも特に対子に関する打ち方が有名なのでトイツ王子というキャッチフレーズがついた。

### 土田システム (対子編)
土田曰く、対子に関する理論の原点は土田自身がタンキを好むことにあり、「3シャンテンあたりからシャンテン数が進むに従って、『この先の未来は私自身が決められるんだ!』というワクワク感が好き」なのだという。
土田は、麻雀の手作りにおいて基本に据えるべき手役はピンフとしつつ、以下のように述べている。
| 「                                                                                     | いつもいつもピンフが作れるほどマージャンはヤワなゲームではないのも事実。 ツキが落ちてくればピンフ作りは困難なものとなり、トイツやコーツが否応なしに増えてくることくらい少し打てるものならば皆知っている。にもかかわらずテンパイ形となるとなぜかしら<リャンメン形>にこだわってしまう。私には不思議でならない。 | 」 |
| —土田浩翔（「麻雀が強くなるトイツ理論」（2005年 毎日コミュニケーションズ） p.152より） | |    |

#### 誕生のきっかけ
土田によると、トイツに目覚めたきっかけとなったのは流れが悪い中で以下のような手牌を抱えたことであった。
   ツモ    ドラ 
迷う土田は「コーショー、いいことを教えてあげるよ。を切ってごらん!」という"囁き"を耳にし、驚きながらもそれに従った。すると土田の手牌は
   ツモ 
   ツモ 
と変化し、を捨ててチートイツを聴牌。ここで「コーショー。甘いゾ。まだ早いゾ!」という「威厳に満ちた神の声」を耳にし、リーチを見送った後で
   ツモ 
となった。ここで「これだよ、これ!」という声を耳にし、を捨ててリーチをかけたところ、一発でツモ和了した。土田によると、「チートイツ恐るべしを痛切に感じた瞬間だった。そしてその日を境に私はトイツの神様が存在することを信じるようになった」。この出来事をきっかけに、土田はチートイツ作りの「システム」を開発することに成功した。

#### シュンツを捨てる・切り裂く
土田曰く、「チートイツを作るということは、シュンツを捨てるということに他ならない」。換言すると、「チートイツというシュンツを必要としない世界」において、「『リャンメン信仰』という古来からの固定観念がもたらす半永久的なカルマから解放された、<意志>のチカラを発揮する」ことが肝要である。
例えば
   ツモ    ドラ 
という手牌からはのツモ切りを避け、・・を切ることを考える必要があり、
   ツモ    ドラ 
という状況ではタンヤオ確定の切りだけは禁物であり、ツモ切りによるチートイツ確定が悪くない選択、急所牌のを切るのが有効ということになる。
土田によると、自身の打法は決め打ちをしているように見えたり「気でも狂ったのではないか?」と思われるようなものであっても、それは実のところ、システム化されたチートイツ理論に基づくデジタル的な打ち方なのだという。
土田によるとトイツ手とシュンツ手は「二律背反する手筋」であり、「決して共存共栄できない構造になっている」。そこで、場面によっては「シュンツを切り裂く打牌」を行い、シュンツ手とトイツ手を天秤にかけることを拒絶することが重要となる。
例えば
   ツモ    ドラ 
という状況でを切り、チートイツのイーシャンテンを維持しつつシュンツ手をも視野に入れることが一見ベストに思えるが土田によると「少なくともチートイツのイーシャンテンになったわけだから、シュンツ手のリャンシャンテンまで視野に入れる必要はない」のであって、したがってシュンツを切り裂く形でを切ることが「基本的な手筋」となる。
土田は、シュンツを切り裂くことになる数牌が複数ある時は、トイツになりやすい牌（土田はこれを「トイツ濃度」という用語を用いて表現している）を残せばよいとする。土田によると最もトイツになりやすい（トイツ濃度が高い）のは一・九の牌とオタ風牌であり、以下二・八の牌と自風牌、四・六の牌と三元牌、五の牌と場風牌と続き、最もトイツになりにくい（トイツ濃度が低い）のは三・七の牌である。

#### 筋トイツ・並びトイツ・跳びトイツ・二色トイツ
土田によると、その時のツキの良し悪しに応じて、筋トイツ・並びトイツ・跳びトイツ・二色トイツと呼ばれるトイツの配列が手牌の中に生じることがある。
筋トイツとは、例えばという具合に、筋にあたる数牌のトイツを指す。
並びトイツとは、例えばという具合にある色の隣り合った数牌がトイツとなっていることを指し、この場合他の色でも並びトイツが生じやすい。
跳びトイツとは、のように、ある色で生じる三段跳びのような形、またはのように異なる色でできるカンチャンターツの組み合わせを指す。
二色トイツとは、というようにある数の牌が二色でトイツになっている場合、他の数牌のトイツがあると、例えばがあると、それに対応する形でやのトイツが完成しやすい現象を指す。
土田によると、筋トイツはツキが良い時に、並びトイツはツキが悪くなり始めた時に、跳びトイツはツキが完全に離れてしまった時に、二色トイツは「上昇気流に乗っている時」に出現しやすい。

### 第一打に字牌を切らない
第一打に字牌を切らないようにする打ち方について土田は、字牌の動きによってその局の収束する方向を見定めるためであると述べている。

### 孤立したドラの捌き方 (七対子)
黙聴をする場合は別として、立直をかけると決めて七対子に臨む場合、自分の状態が良い時、悪くない時は、そのまま七対子の構成に入れるが、状態が悪い時、良くない時は、「自分にはドラは来ない」、「ドラは役不足」として切っていくことがある。セオリーとしてドラ単騎立直をかけると考える実況・解説陣の驚きは隠せない。その典型的な例としては、第4回名人戦において、8巡目、七対子の一向聴でドラの東を切ると、15巡目に五萬単騎でリーチを打ち、一発でツモあがっている。

## 獲得タイトル
- 最強位 (第9期)
- 鳳凰位 (第11期・第22期)
- 十段位 (第22期・第23期)
- モンド21王座 (第4回)
- 王位 (第26期)
- プログランプリ (第2回)

※第22期鳳凰位・十段位は2冠同時戴冠

## 主な戦績
- 第3回 モンド21杯 優勝
- 第7回 モンド21杯 優勝
- 第8回 モンド21杯 優勝

## 出演

### オリジナルビデオ
- 雀鬼5 ひとりだけの引退試合（1995年2月24日、竹書房/徳間ジャパンコミュニケーションズ）監督:小沼勝 - 神山 役[14]
- 兎USAGI～野性の闘牌～（2013年2月15日、ジーピー・ミュージアム）監督:薬師寺光幸[15]

### テレビ
- モンド21麻雀プロリーグ（MONDO21）
- THEわれめDEポン（フジテレビONE）
- ギャンブル大帝（ジェイコム札幌）
- セガNET麻雀 MJ（2018年、セガ・インタラクティブ、解説ボイス）
  - セガNET麻雀 MJ Arcade（2018年）
- 極雀(フジテレビONE)

## 作品

### 一般DVD
- プロ麻雀リーグ プロが選ぶ一局編（2005年3月30日、エイベックス）

## 出版

### 著書
- 競馬 ここまで知ったら大儲け（1995年1月20日　ベストブック）　ISBN 978-4831492296
- 麻雀が強くなるトイツ理論（2005年6月14日、毎日コミュニケーションズ）　ISBN 978-4839917012
  - 麻雀が強くなるトイツ理論（2009年8月27日、加筆・文庫化　毎日コミュニケーションズ）　ISBN 978-4839932633
- 最強麻雀土田システム（2007年11月29日、毎日コミュニケーションズ）　ISBN 978-4839926564
- 土田流麻雀 仕掛けを極める（2010年2月26日、毎日コミュニケーションズ）　ISBN 978-4839934422
- 『運』を育てる 麻雀界の異端児 土田浩翔の流儀（2016年8月18日、KADOKAWA）　ISBN 978-4046015532

### 監修
- 夜桜たま「たまーじゃん　夜桜たまがマンガで教える麻雀入門」（2019年7月26日、KADOKAWA）　ISBN 978-4040659213
- 麻雀タイプ別 Mリーグ観戦マニュアル2022-2023（監修:土田浩翔）（2022年9月27日、ART NEXT）　ISBN 978-4910825045